# Calciatore sudamericano dell'anno 1988
Il premio di calciatore sudamericano dell'anno per il 1988 fu assegnato a Rubén Paz, calciatore uruguaiano del Racing Club.

## Classifica
| Pos. | Calciatore           | Naz.    | Club        |
| ---- | -------------------- | ------- | ----------- |
| 1.   | Rubén Paz            | Uruguay | Racing Club |
| 2.   | Hugo de León         | Uruguay | Nacional    |
| 3.   | José Pintos Saldanha | Uruguay | Nacional    |